# Ida Salden

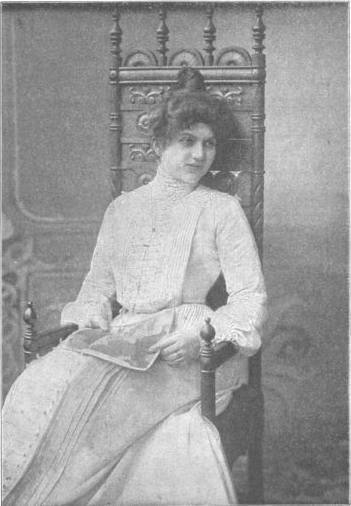
Ida Salden 1903.

Ida Salden, född 1878 i nuvarande Hamburg-Altona, död okänt år, var en tysk operasångerska (sopran). 
Efter studier hos Selma Nicklass-Kempner vid Sternska konservatoriet i Berlin, debuterade Salden år 1900 på Hamburgs statsopera, varest hon var anställd fram till 1906. Åren 1906–1909 var hon engagerad vid hovteatern i Darmstadt och 1909–1911 vid operan i Düsseldorf, där hon 1910 innehade titelrollen på premiärföreställningen av Siegfried Wagners Der Kobold. 1911–1913 spelade hon på Kurfusteoperan i Berlin (Deutsches Künstlertheater) och innehade där rollen som Maliella på den tyska premiären av Ermanno Wolf-Ferraris I gioielli della Madonna 1911. Gästspel följde på hovteatrarna i Mannheim och Karlsruhe liksom på operorna i Frankfurt am Main, Amsterdam och Hannover. Under dessa resor uppträdde hon även på Bayreuthfestspelen.
Salden gjorde ett antal grammofoninspelningar för His Master's Voice i Berlin.